# Cristiano De André (album 1987)
Cristiano De André è un album di Cristiano De André pubblicato nel 1987.
Fu ripubblicato nello stesso anno con il titolo Elettrica e la traccia bonus omonima, uscita l'anno precedente come singolo.

## Tracce
LATO A
1. Mi manchi un po' - 5:26
2. Se all'improvviso - 4:33
3. Briciola di pane - 5:27
4. L'ultimo dei rischi - 4:26

LATO B
1. America - 5:13
2. Dimenticandoti - 4:27
3. Occhi distratti - 4:42
4. Il cielo non cadrà - 2:45

Bonus track:
1. Elettrica - 4:30

## Formazione
- Cristiano De André - voce, cori, violino, percussioni, chitarra elettrica, chitarra acustica
- Rudy Trevisi - percussioni, sassofono soprano, sax contralto
- Giorgio Cocilovo - chitarra elettrica
- Pier Michelatti - basso
- Lele Melotti - batteria
- Fio Zanotti - tastiera, programmazione
- Maurizio Preti - percussioni, sassofono soprano
- Paolo Gianolio - chitarra elettrica
- Claudio Pascoli - sassofono soprano, sax contralto
- Angela Parisi, Emanuela Gubinelli - cori